# Juan José Iturriberry
Juan José Iturriberry (* 24. Oktober 1936 in Pando) ist ein uruguayischer Komponist.

## Leben
Iturriberry hatte zunächst Klavierunterricht bei Genoveva Fariña de Praga und Numen Vilariño in Montevideo. Er studierte dann Musikwissenschaft an der Universidad de la República und nahm privaten Unterricht in Harmonielehre, Kontrapunkt, Formenlehre, serieller und Zwölftonmusik bei Angelo Turriziani. Komposition studierte er bei Carlos Estrada, Manuel Fernández Espiro, Antonio Mastrogiovanni und Héctor Tosar an der Escuela Universitaria de Música der Universidad de la República. 1971 und 1972 nahm er an den Cursos Latinoamericanos de Música Contemporánea in Piriápolis teil.
Als Lehrer wirkte Iturriberry u. a. an der Escuela Universitaria de Música der Universidad de la República. Daneben schrieb er Musikkritiken u. a. für die Zeitschriften Época (1967), Marcha (1969–70), Brecha (1986–87) und Lea (1989) und Beiträge für das Diccionario de la Música Española e Hispanoamericana. Er ist aktives Mitglied des Núcleo Música Nueva in Montevideo und der uruguayischen Sektion der ISCM (Sociedad Uruguaya de Música Contemporánea). Seine Kompositionen wurden in den USA und in Südamerika aufgeführt, unter anderem bei den ISCM World Music Days 1976 in Boston.

## Werke
- Pequeño registro civil für Sprecher und Gitarre, 1962, 1974
- Canciones del día (Text von Georgette Pereira) für Sopran und Klavier, 1968
- Variaciones für Klavier, 1969
- Elegía für Cello und Klavier, 1970
- Seis Piezas breves für Flöte und Gitarre, 1970
- Dos Piezas für Cello und Klavier, 1971
- Seis Bagatelas für Klavier, 1971
- Maresatesandería für präpariertes Klavier, 1972, 1975
- Música nocturna für Violine, Cello und Klavier, 1973
- Cuatro Cantos für Tenor und Gitarre, 1973
- Meditación für Oboe, 1975
- Tiempo de silencio für Gitarre, 1975, 1981
- Auletas y citaristas für Oboe und Theorbe, 1977
- La Auto-Reflautación de Bloñilco für Flöte, 1977
- Conglomerado-Disgregado für Orchester, 1977
- Citaristas für Gitarre, 1980
- Preámbula für Klavier, 1980
- El Libro de las estatuas für Oboe und Streichquartett, 1981, für Orgel 1998
- Fuera de la jaula für präpariertes Klavier, 1983
- Respuesta para una carta no escrita für Klavier, 1985, 2002
- Introito (in memoriam Bloñilco) für Concert Band, 1989
- Los Olvidados für Klavier, 1991
- El Disfraz de los sosias für Klavier, 1992
- Los Inservibles für Klavier, 1992
- La Yegua del Distrito 5 für Klavier, 1995
- Los Extravagantes für Klavier, 1996
- ...sin querer für Klavier, 1996
- La Malcriada für Klavier, 1997
- Casi improvisado für Klavier, 1997
- El Metro del Señor Lorenzo für Saxophon, Posaune und Klavier, 1999
- Música para tres für Tenorblockflöte, Gitarre und Klavier, 2000
- Aquí y allá für Flöte, Saxophon und Gitarre, 2001
- La Sembradora für Flöte, Cello und Klavier, 2001–02
- Cuarteto de cuerdas, 2002